# Une fois encore
Une fois encore è il titolo (dalle prime parole: «Ancóra una volta», in francese) di un'enciclica di papa Pio X, datata 6 gennaio 1907 e diretta all'episcopato francese, sulla situazione della Chiesa in Francia.

## Contenuto
Il papa vi torna a condannare la legislazione laicista introdotta in quel Paese, e in particolare la legge di Separazione tra Stato e Chiesa. È questa la terza enciclica che papa Sarto, in pochi mesi, dedica alla Chiesa di Francia e alla sua situazione in rapporto allo Stato; le precedenti sono la Vehementer Nos e la Gravissimo officii munere.